# Nye og gamle Viser af og for Danske Folk
Nye og gamle Viser af og for Danske Folk er en dansk sangbog udgivet første gang i 1849 af P.O. Boisen.
Den indeholdt oprindelig 87 sange, mens 2. udgave fra 1850 indeholdt 75 nye sange. 
Med 3. udgave fra 1852 kom også melodibogen 100 Melodier til "Nye og gamle Viser af og for Danske Folk" samlede (for en Deel efter mundtlig Overlevering) og udgivne af Chr. Bull og P.O. Boisen.
Til denne bog havde Boisen fået hjælp af musiklærer ved Borgerdydskolen Christian Grønlund Bull.
I 1849-versionen finder man blandt andet Svend Grundtvigs version af Det var en lørdag aften.
Om prisen kan man på "Anden forøgede Udgave" læse at den kostede 20 Skilling per styk eller 16 Rigsdaler for 100 eksemplarer.
Sangbogen er opdelt i flere afsnit med hver sit tema. Anden udgave har følgende afsnit:
1. Krigen 1848
2. Krigen 1849
3. Krigen 1850
4. Fædrelands-Sange
5. Kæmpeviser og andre Sange
6. Kamp- og Leir-Sange samt lystelige Smaa-viser
7. Børne-Sange

Under "Krigen 1848" finder man blandt andet Den tappre Landsoldat.
Afsnittet Fædrelands-Sange har flere sange der har bevaret deres popularitet: 
Langt højere bjerge, Underlige Aftenlufte, I Danmark er jeg født, Kong Christian stod ved høien Mast, Der er et yndigt Land, Der er et Land saa kosteligt og Moders Navn er en himmelsk lyd.